# Rob Koevermans
Rob Koevermans (Schiedam, 3 maart 1962) is een voormalig Nederlands voetballer en jeugdinternational cricket. Hij stond in het Nederlandse betaalde voetbal onder contract bij SVV en speelde bij de amateurs van Excelsior '20.

## Loopbaan
Op zijn achtste werd hij lid van Excelsior '20, een cricket- en amateurvoetbalvereniging uit Schiedam. Hij beoefende van jongs af aan beide sporten en hij was vrijwel dagelijks op sportpark Thurlede te vinden. Zijn voorkeur ging uit naar cricket. In deze zomersport werd hij jeugdinternational en hij maakte verschillende buitenlandse trips.
In 1981 tekende hij als voetballer een profcontract bij SVV en dit betekende dat hij moest stoppen met het spelen van cricket. Hij debuteerde op 15 februari 1982 als invaller in de thuiswedstrijd tegen Fortuna Sittard. Zijn vorige amateurvereniging Excelsior '20 ontving hiervoor een vergoeding van 5.000 gulden. Een week later stond hij voor het eerst in de basis. Hij werd ook opgeroepen voor de voorselectie van het Olympisch elftal.
Koevermans vertrok in 1987 na zes seizoenen waarin hij 141 competitieduels speelde voor SVV. Hij weigerde het aangeboden contract en keerde terug naar derdeklasser Excelsior '20.
Hij is een neef van voormalig international Wim Koevermans.

## Wedstrijdstatistieken
| Seizoen | Club   | Competitie     | wed. | goals |
| ------- | ------ | -------------- | ---- | ----- |
| 1981/82 | SVV    | Eerste divisie | 11   | 1     |
| 1982/83 | SVV    | Eerste divisie | 28   | 3     |
| 1983/84 | SVV    | Eerste divisie | 21   | 4     |
| 1984/85 | SVV    | Eerste divisie | 28   | 0     |
| 1985/86 | SVV    | Eerste divisie | 29   | 2     |
| 1986/87 | SVV    | Eerste divisie | 24   | 0     |
| Totaal  | Totaal | Totaal         | 141  | 10    |